# Кузьминовка (Матвеевский район)
Кузьминовка — деревня в Матвеевском районе Оренбургской области России. Входит в состав Тимошкинского сельсовета.

## География
Деревня находится в северо-западной части Оренбургской области, в пределах юго-западной оконечности Бугульминско-Белебеевской возвышенности, на берегах реки Айюлы, на расстоянии примерно 7 километров (по прямой) к юго-юго-западу (SSW) от села Матвеевки, административного центра района. Абсолютная высота — 271 метр над уровнем моря.
Климат
Климат характеризуется как континентальный с морозной зимой и жарким летом. Среднегодовая температура составляет 2,3 — 2,9 °C. Средняя температура воздуха самого тёплого месяца (июля) — 19,4 — 20,2 °C (абсолютный максимум — 40 °C); самого холодного (января) — −15,3 — −14,7 °C (абсолютный минимум — −45 °C). Среднегодовое количество атмосферных осадков составляет 420—464 мм.
Часовой пояс
Деревня Кузьминовка, как и вся Оренбургская область, находится в часовой зоне МСК+2. Смещение применяемого времени относительно UTC составляет +5:00.

## Население
| 2010 |
| ---- |
| 0    |